# (1199) Geldonia
(1199) Geldonia ist ein Asteroid des Hauptgürtels, der am 14. September 1931 vom belgischen Astronomen Eugène Joseph Delporte in Ukkel entdeckt wurde. 
Der Name des Asteroiden ist von der lateinischen Bezeichnung des belgischen Ortes Jodoigne (niederländisch: Geldenaken), dem Geburtsort des Entdecker.